# Hemerobius perelegans
Hemerobius perelegans is een insect uit de familie van de bruine gaasvliegen (Hemerobiidae), die tot de orde netvleugeligen (Neuroptera) behoort. 
Hemerobius perelegans is voor het eerst wetenschappelijk beschreven door Stephens in 1836.